# فيليب سبنسر
فيليب سبنسر (بالإنجليزية: Philip Spencer)‏ هو ضابط أمريكي، ولد في 28 يناير 1823 في كاناندياجو في الولايات المتحدة، وتوفي في 1 ديسمبر 1842 في USS Somers (1842) ‏ في الولايات المتحدة بسبب شنق.